# Гант, Харви
Харви Гант (англ. Harvey Gantt; род. 1943) — государственный и политический деятель Соединённых Штатов Америки. Член Демократической партии США, с 1983 по 1987 год являлся мэром Шарлотта.

## Биография

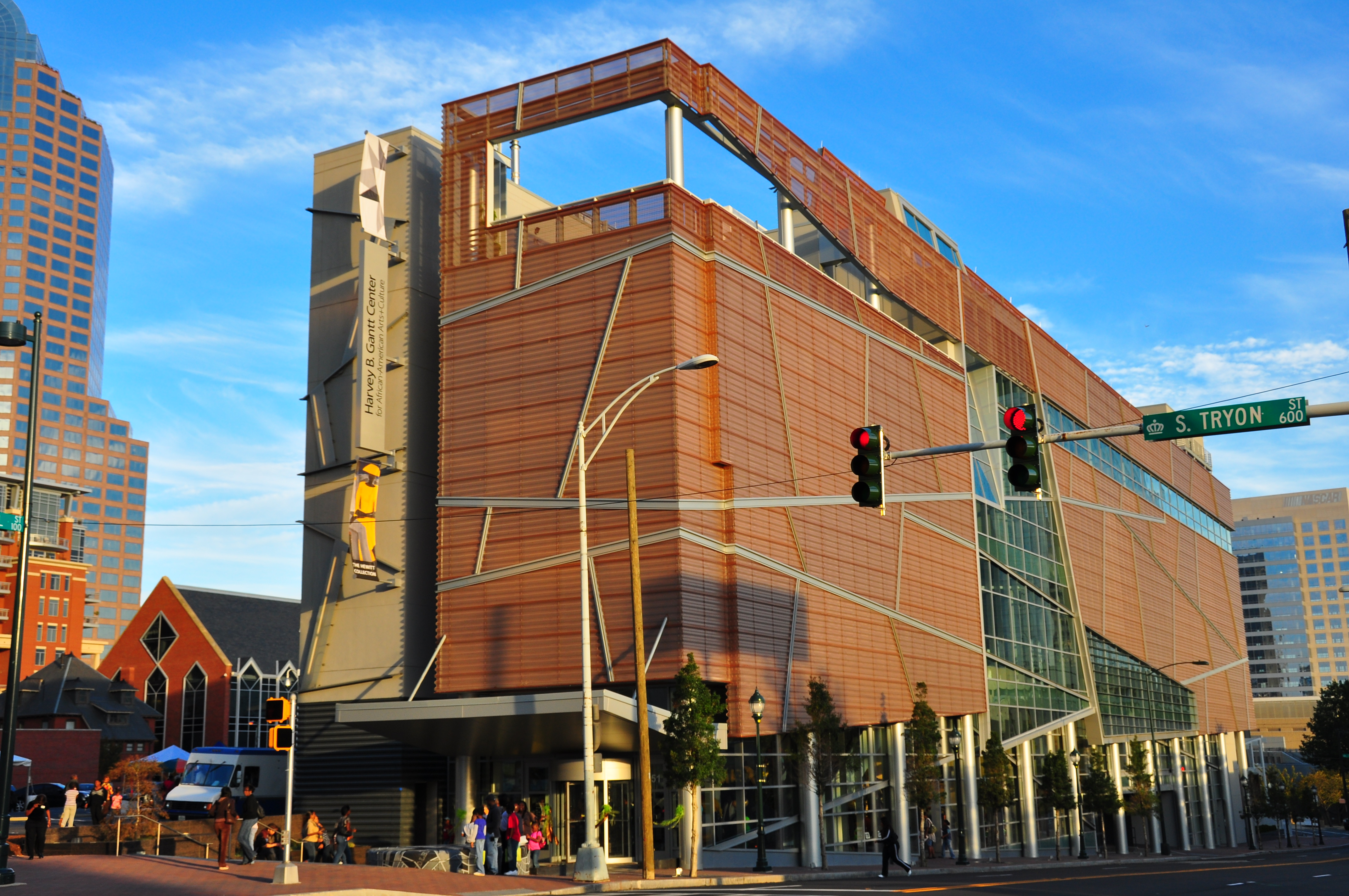
Центр имени Харви Ганта в день открытия

Родился 14 января 1943 года в Чарлстоне, штат Южная Каролина, в семье работника верфи. Харви Гант был активистом по защите гражданских прав в общеобразовательной школе. В 1963 году стал первым афроамериканцем, который был принят на учебу в Клемсонский университет в Южной Каролине. С отличием окончил университет, имеет степень в области архитектуры, а также степень магистра в области городского планирования от Массачусетского технологического института.
С 1974 по 1983 год Харви Гант был гражданским служащим в Городском совете Шарлотта. С 1983 по 1987 год дважды избирался в качестве мэра Шарлотта, став первым афроамериканцем на этой должности. В 1987 году проиграл выборы кандидату от Республиканской партии США Сью Майрик. В 1990-х годах он дважды выставлял свою кандидатуру на выборах в Сенат США, но оба раза проиграл кандидату от республиканцев Джесси Хелмсу. Харви Гант был последним мэром Шарлотта от Демократической партии, пока в 2009 году не был избран Энтони Фокс.
После ухода из большой политики сосредоточился на работе архитектором. В 2009 году был построен афроамериканский культурный центр в городе Шарлотте, названный в честь Харви Ганта.
Женат на Люсинде Гант, в браке родилось четверо детей: Соня, Эрика, Анжела и Адам. Их дочь Соня Гант работала телеведущей на одном из местных телеканалов Шарлотта.